# Pieve di Santa Maria di Vespiolla
La pieve di Santa Maria di Vespiolla (o Vespiola) si trova poco fuori dall'abitato di Baldissero Canavese, lungo la strada che porta a Campo e Muriaglio, frazioni di Castellamonte . Costruzione piccola e rustica, di origine romanica, custodisce al suo interno un ciclo di affreschi risalenti alla seconda metà del XV secolo

## Storia
Le origini della modesta chiesa romanica di Vespiolla, nel comune di Baldissero Canavese, sarebbero antecedenti all'anno 1000; forse risale alla data della sua fondazione anche la dedicazione alla Vergine Maria che la chiesa ha mantenuto nel tempo. 
Documenti d'archivio l'annoverano tra le prime dieci antiche pievanie della Diocesi di Ivrea, che ancora nel 1368-70 aveva sotto di sé varie chiese tra cui quella di San Pietro in Castellamonte. 
La posizione della chiesa, fuori dal paese, in mezzo alla campagna, ha dato luogo a varie congetture sulle motivazioni della scelta del luogo, ritenuto da alcuni (in virtù di resti di laterizi romani reperiti negli scavi effettuati in loco) un sito sepolcrale di epoca romana o il luogo in cui si ergeva un'ara sacra.
Essa fu per secoli la chiesa matrice di Castellamonte e di altre chiese limitrofe, fino a quando nel 1396, una nuova parrocchiale fu edificata nel centro del paese. La chiesa – che a quella data doveva già essere in cattivo stato architettonico e di decoro – perse d'importanza. 
Vi abitava, isolato dalla comunità, un custode addetto al suono delle campane; l'ultimo morì nel 1749. La pieve si animava durante la festa della Madonna delle Grazie e doveva comunque essere meta di devoti che vi si recavano per impetrare l'intercessione della Vergine. 
Si spiega verosimilmente in questo modo, in virtù della devozione popolare, la presenza del ciclo di affreschi dell'abside realizzato nel XV secolo
Della costruzione romanica restano oggi solo l'abside rettangolare (segno delle sue origini altomedievali, come si rileva, in Canavese, nella pieve di San Lorenzo a Settimo Vittone) e l'arco santo.
Le restanti parti della chiesa sono state rifatte verso la metà del XVIII secolo, quando, per salvare gli affreschi quattrocenteschi duell'abside, si decise di recuperare l'edificio ormai in pesante stato di degrado architettonico. Il portichetto che precede l'ingresso è costruzione recente.

## Gli affreschi

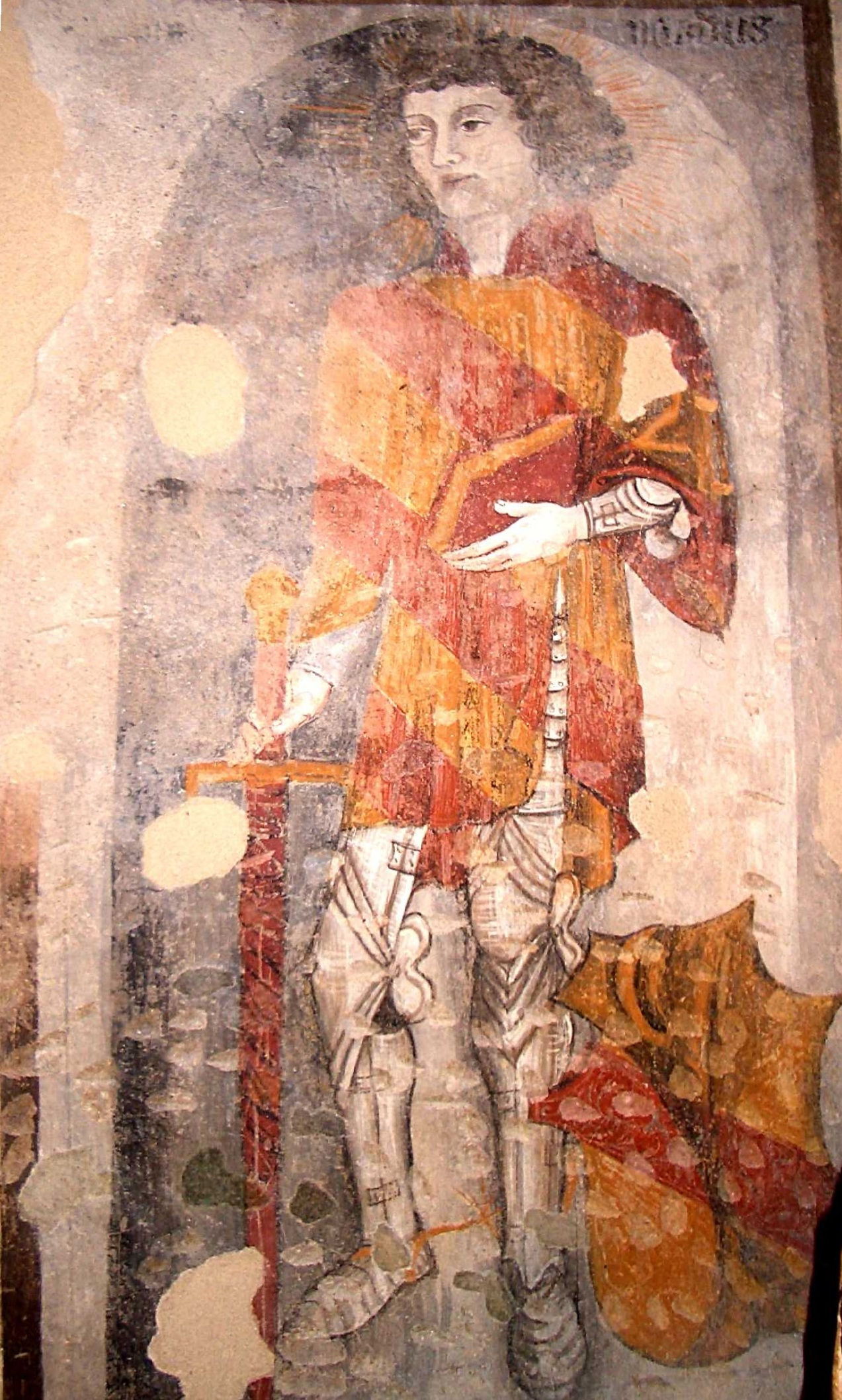
Immagine del Beato Bernardo di Baden

Gli affreschi delle pieve costituiscono la parte artisticamente più interessante della chiesa. Posti sulle superfici dell'abside e dell'arco santo, erano visibili ancora nel 1870 (come testimoniato da A. Bertolotti in Passeggiate Canavesane); furono ricoperti poi da uno strato di intonaco pensando forse che fossero ormai irrimediabilmente deteriorati. Un accorto restauro eseguito in tempi recenti ha restituito ai dipinti una buona leggibilità.
Seguendo una diffusissima iconologia di origine romanica, al centro del catino dell'abside troviamo la figura di Cristo, posto nell'usuale mandorla di luce e circondato dal Tetramorfo, la rappresentazione simbolica dei quattro vangeli. Più in basso, sulla superficie interna dell'abside di forma irregolarmente semicircolare, è raffigurata la teoria dei dodici Apostoli. Nella parte superiore dell'arco santo, troviamo – sempre seguendo una canonica impostazione iconologica – a sinistra, l'Angelo Annunziante con in mano una cartiglio con le parole iniziale dell'"Ave Maria", e sulla destra la figura della Vergine annunziata, collocata all'interno di una elegante architettura che attesta una qualche attenzione dell'ignoto pittore all'uso della prospettiva. Sui due pilastri dell'arco troviamo raffigurati rispettivamente una Madonna del latte ed un personaggio con una armatura e con le insegne nobiliari, il capo incorniciato da raggi di luce: una figura che pare uscita dalle miniature di un qualche romanzo cortese e che si fa fatica a riconoscere.
Si tratta – come rivela una scritta venuta alla luce solo con il recente restauro – del Beato Bernardo di Baden, un principe tedesco che, alla caduta di Costantinopoli nel 1453, fu inviato dall'imperatore 
Federico III presso varie corti di Francia e d'Italia, per stringere alleanze ed organizzare una crociata contro i Turchi. Non rinunciando a compiere la sua missione entrò in Genova nel 1458 mentre vi infuriava la peste; contagiato dal morbo, riprese comunque il suo viaggio, ma giunto a Moncalieri vi morì il 15 luglio 1458 con l'assistenza dei frati francescani che l'avevano ospitato. La fama della profonda devozione cristiana di questo principe tedesco, morto solo a trent'anni, ed una guarigione miracolosa che si suppone essere avvenuta già durante le sue esequie funebri, iniziarono a diffonderne il culto come beato e la città di Moncalieri lo adottò come patrono a partire dal 1502. 
La data della sua morte si pone allora come "post quem" rispetto alla esecuzione di questo affresco: il fatto che il capo sia circondato da raggi di luce anziché, dalla canonica aureola sta a significare che ancora non era ufficiale la sua canonizzazione.
L'autore degli affreschi– sempre che di un solo pittore si tratti – è ignoto. A. Moretto li assegna a Giacomino da Ivrea o alla sua bottega, anche sulla base del nastro intrecciato che incornicia i riquadri degli apostoli, tipico appunto di tale bottega.
In effetti il linguaggio pittorico, ingenuo ed un po' sbrigativo, riecheggia quello di Giacomino che ebbe numerosissime committenze tra Canavese e Valle d'Aosta, pur rimanendo ai margini delle correnti pittoriche più colte del tardo gotico piemontese (in primis quella di Jacquerio). Il linguaggio tuttavia non è uniforme: si concede qualche raffinatezza cortese nella ricordata figura del Beato Bernardo di Baden e recupera uno spontaneo vigore naturalistico in quella di San Giacomo maggiore, raffigurato nei tratti ispidi e un poco assenti di un vigoroso lavoratore dei campi.

### Immagini degli affreschi

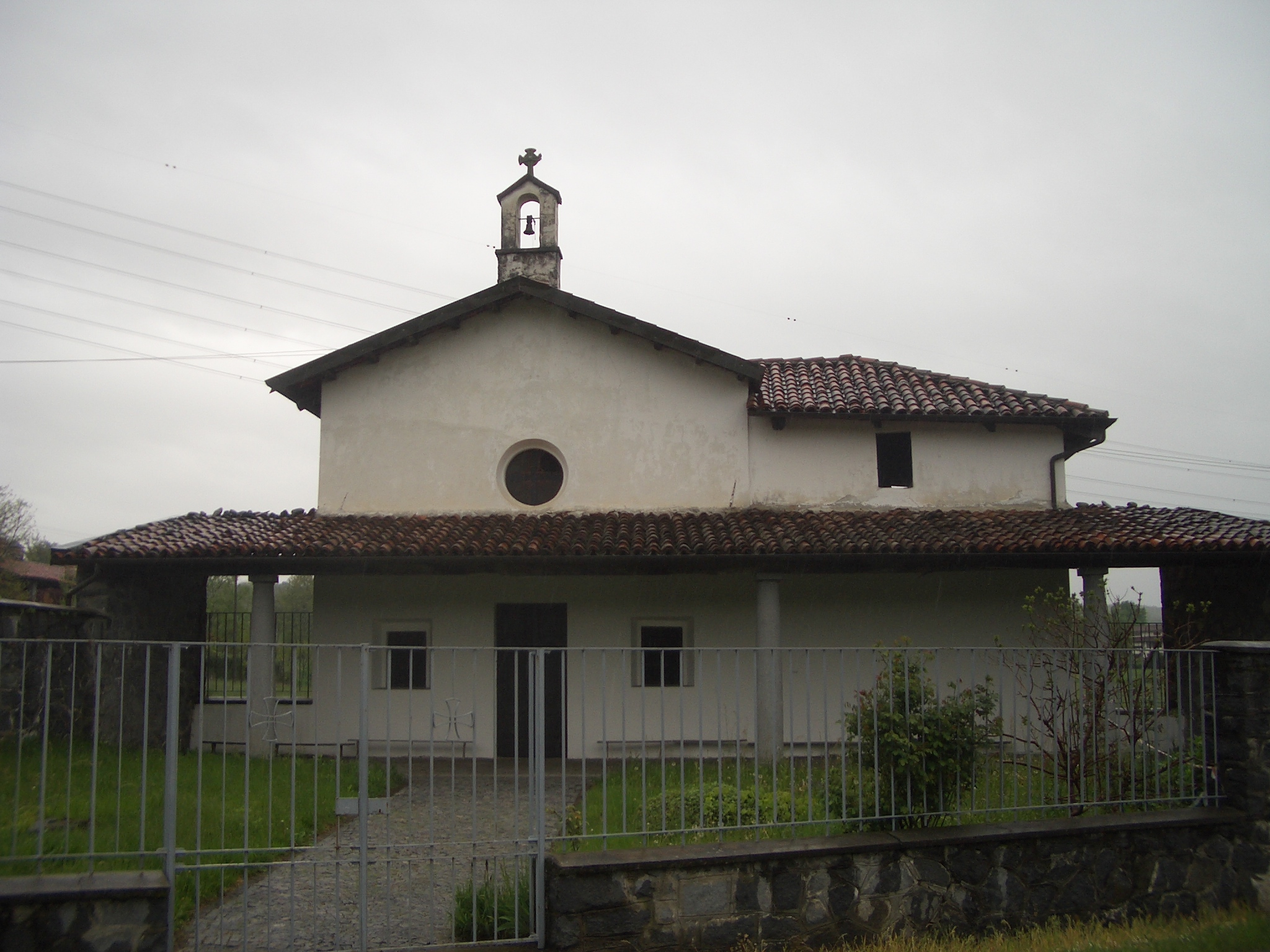
La chiesa vista dall'esterno
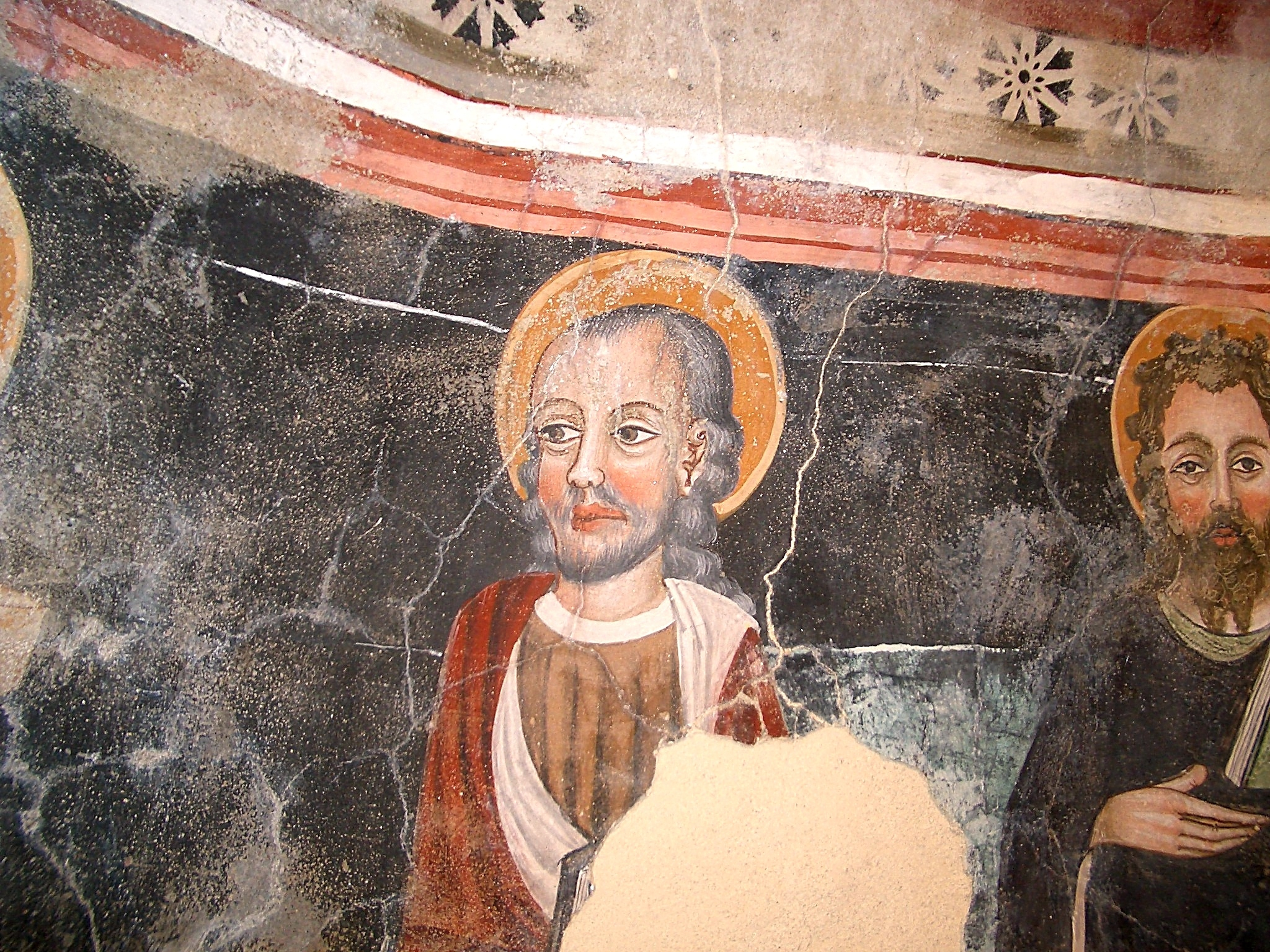
Apostoli
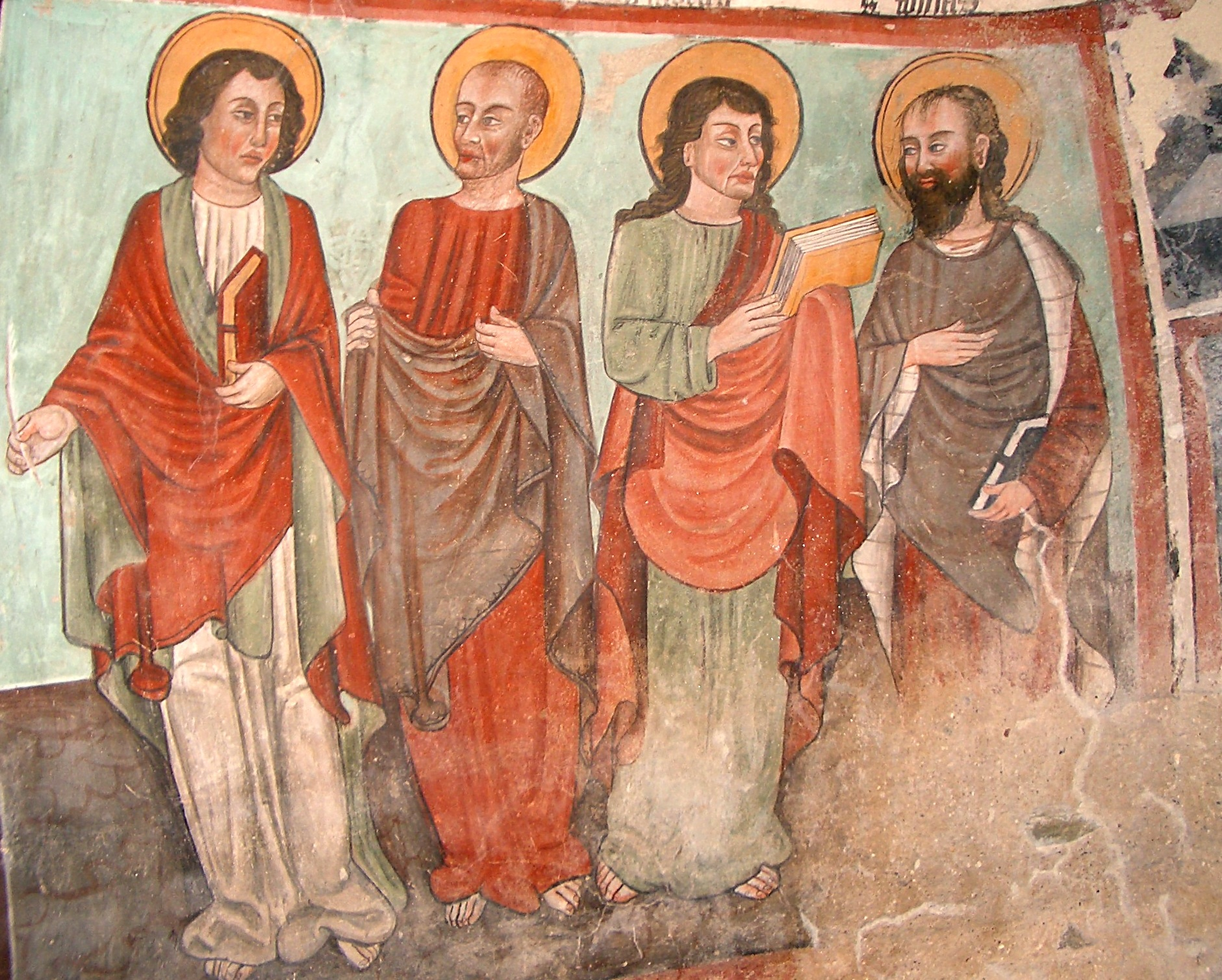
Apostoli
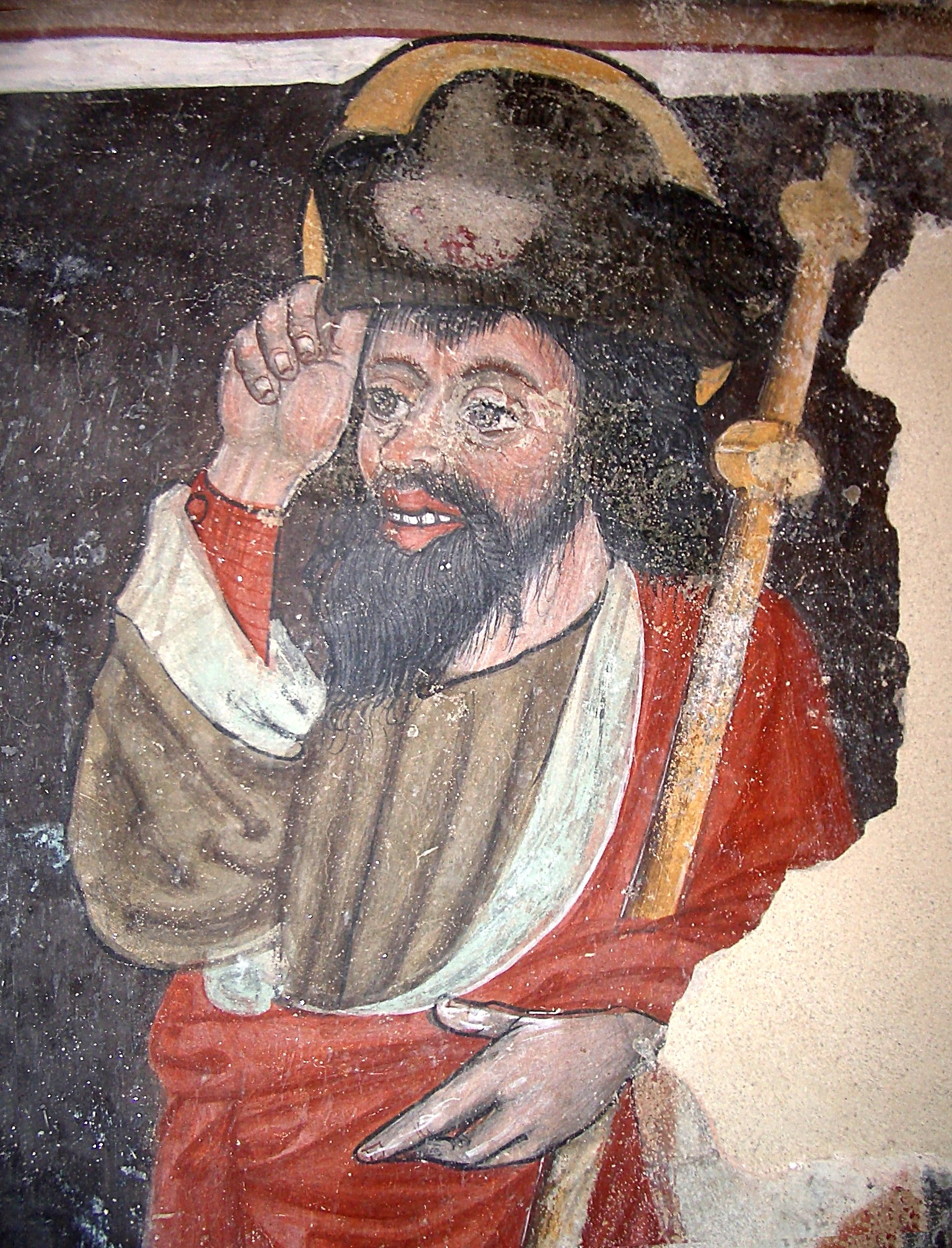
San Giacomo Maggiore